# Wang Nanhe
Wang Nanhe (2003) es un deportista chino que compite en triatlón. Ganó una medalla de bronce en el Campeonato Asiático de Triatlón de 2022, en la prueba de relevo mixto.

## Palmarés internacional
| Campeonato Asiático | Campeonato Asiático | Campeonato Asiático | Campeonato Asiático |
| Año                 | Lugar               | Medalla             | Prueba              |
| ------------------- | ------------------- | ------------------- | ------------------- |
| 2022                | Aktau (Kazajistán)  | Medalla de bronce   | Relevo mixto        |